# Lepthyphantes brignolianus
Lepthyphantes brignolianus este o specie de păianjeni din genul Lepthyphantes, familia Linyphiidae, descrisă de Deltshev, 1979. Conform Catalogue of Life specia Lepthyphantes brignolianus nu are subspecii cunoscute.